# 高原炭鉱線
高原炭鉱線（コウォンタングァンせん）は、朝鮮民主主義人民共和国咸鏡南道水洞郡にある屯田駅から長洞駅までを結ぶ鉄道路線である。

## 路線データ
- 路線距離：屯田～長洞間17.6km
- 駅数：4（両端駅を含む）
- 軌間：1435mm
- 電化区間：全線（直流3000V）
- 複線区間：なし

## 駅一覧
- 駅所在地は全線咸鏡南道水洞郡内。

| 駅名   | 駅名   | 駅名      | 駅間キロ (km) | 累計キロ (km) | 接続路線             |
| 日本語 | 朝鮮語 | 英語      | 駅間キロ (km) | 累計キロ (km) | 接続路線             |
| ------ | ------ | --------- | ------------- | ------------- | -------------------- |
| 屯田駅 | 둔전역 | Tunjŏn    | 0.0           | 0.0           | 北朝鮮鉄道省：平羅線 |
| 水洞駅 | 수동역 | Sudong    | 7.8           | 7.8           |                      |
| 徳寺駅 | 덕사역 | Tŏksa     | 3.9           | 11.7          |                      |
| 長洞駅 | 장동역 | Changdong | 5.9           | 17.6          |                      |

## 参考資料
- 国分隼人（2007年）. 『将軍様の鉄道 北朝鮮鉄道事情』, 新潮社. ISBN 9784103037316